# Troy (Maine)
Troy ist eine Town im Waldo County des Bundesstaates Maine in den Vereinigten Staaten. Im Jahr 2020 lebten dort 1018 Einwohner in 479 Haushalten auf einer Fläche von 93,03 km².

## Geographie
Nach dem United States Census Bureau hat Troy eine Gesamtfläche von 93,03 km², von der 90,44 km² Land sind und 2,59 km² aus Gewässern bestehen.

### Geographische Lage
Troy liegt im Nordwesten des Waldo Countys und grenzt an das Somerset County im Nordwesten und das Penobscot County im Nordosten. Im Norden von Troy liegt der Carlton Pond und im Westen grenzt der Unity Pond an. Beide sind durch einen Fluss verbunden. Es gibt weitere, kleinere Flüsse auf dem Gebiet der Town. Die Oberfläche ist eben, ohne nennenswerte Erhebungen.

### Nachbargemeinden
Alle Entfernungen sind als Luftlinien zwischen den offiziellen Koordinaten der Orte aus der Volkszählung 2010 angegeben.
- Nordwesten: Detroit, Somerset County, 11,6 km
- Nordosten: Plymouth, Penobscot County, 12,4 km
- Osten: Dixmont, Penobscot County, 8,9 km
- Südosten: Jackson, 10,8 km
- Süden: Thorndike, 9,0 km
- Südwesten: Unity, 14,5 km
- Westen: Burnham, 10,6 km

### Stadtgliederung
In Troy gibt es mehrere Siedlungsgebiete: Cooks Corner, East Troy, Gerrish Corner, Greens Corner, Hales Corner, Mitchell Corner, North Troy, Pine Hill, Rogers Corner (Rogers Corners), Smarts Corner, Troy (Troy Corner), Troy Center, Ward Hill und West Troy.

### Klima
Die mittlere Durchschnittstemperatur in Troy liegt zwischen −7,8 °C (18 °F) im Januar und 20,0 °C (68 °F) im Juli. Damit ist der Ort gegenüber dem langjährigen Mittel der USA um etwa 9 Grad kühler. Die Schneefälle zwischen Oktober und Mai liegen mit bis zu zweieinhalb Metern mehr als doppelt so hoch wie die mittlere Schneehöhe in den USA; die tägliche Sonnenscheindauer liegt am unteren Rand des Wertespektrums der USA.

## Geschichte
Das Gebiet von Troy wurde ab 1801 besiedelt. Zunächst war das Gebiet als Township No. 4, First Range NWP (T4 R1 NWP) vermessen, dann als Bridgetown Plantation (Bridgestown Plantation) bezeichnet. Die Town wurde am 22. Februar 1812 organisiert, zunächst unter dem Namen Kingville. Im Jahr 1815 wurde der Name in Troy geändert, 1826 in Montgomery und 1827 schließlich wieder in Troy.
Mit den unterschiedlichen Namen sollte zunächst General Bridge von Massachusetts, ein früher Gönner, dann
der Gouverneur von Maine William King, danach Benjamin Joy, ein früher Landbesitzer und danach General Richard Montgomery, der in der Schlacht von Québec starb, geehrt werden.
Teile der Twenty-Five Mile Plantation, heute die Town Burnham, wurden im Jahr 1819 hinzugenommen.

### Einwohnerentwicklung
| Volkszählungsergebnisse – Town of Troy, Maine | Volkszählungsergebnisse – Town of Troy, Maine | Volkszählungsergebnisse – Town of Troy, Maine | Volkszählungsergebnisse – Town of Troy, Maine | Volkszählungsergebnisse – Town of Troy, Maine | Volkszählungsergebnisse – Town of Troy, Maine | Volkszählungsergebnisse – Town of Troy, Maine | Volkszählungsergebnisse – Town of Troy, Maine | Volkszählungsergebnisse – Town of Troy, Maine | Volkszählungsergebnisse – Town of Troy, Maine | Volkszählungsergebnisse – Town of Troy, Maine |
| Jahr                                          | 1800                                          | 1810                                          | 1820                                          | 1830                                          | 1840                                          | 1850                                          | 1860                                          | 1870                                          | 1880                                          | 1890                                          |
| --------------------------------------------- | --------------------------------------------- | --------------------------------------------- | --------------------------------------------- | --------------------------------------------- | --------------------------------------------- | --------------------------------------------- | --------------------------------------------- | --------------------------------------------- | --------------------------------------------- | --------------------------------------------- |
| Einwohner                                     |                                               |                                               |                                               | 803                                           | 1375                                          | 1484                                          | 1403                                          | 1201                                          | 1059                                          | 868                                           |
| Jahr                                          | 1900                                          | 1910                                          | 1920                                          | 1930                                          | 1940                                          | 1950                                          | 1960                                          | 1970                                          | 1980                                          | 1990                                          |
| Einwohner                                     | 766                                           | 768                                           | 638                                           | 651                                           | 582                                           | 553                                           | 469                                           | 543                                           | 701                                           | 802                                           |
| Jahr                                          | 2000                                          | 2010                                          | 2020                                          | 2030                                          | 2040                                          | 2050                                          | 2060                                          | 2070                                          | 2080                                          | 2090                                          |
| Einwohner                                     | 963                                           | 1030                                          | 1018                                          |                                               |                                               |                                               |                                               |                                               |                                               |                                               |

## Kultur und Sehenswürdigkeiten

### Bauwerke
In Thorndike wurden zwei Bauwerke unter Denkmalschutz gestellt und ins National Register of Historic Places aufgenommen.
- Seven Star Grange, No. 73, 2011 unter der Register-Nr. 11000817.[9]
- Troy Meeting House, 2011 unter der Register-Nr. 11000818.[10]

## Wirtschaft und Infrastruktur

### Verkehr
Der U.S. Highway 202 verläuft in westöstlicher Richtung durch das Gebiet. Die Maine State Route 220 verläuft in nordsüdlicher Richtung und mündet in den Highway.

### Öffentliche Einrichtungen
Es gibt keine medizinischen Einrichtungen in Troy. Die nächstgelegenen befinden sich in Pittsfield.
In Troy gibt es keine Bücherei. Die nächstgelegene befindet sich in Pittsfield.

### Bildung
Troy gehört mit Brooks, Freedom, Jackson, Knox, Liberty, Monroe, Montville, Thorndike, Unity und Waldo zur RSU #3.
Im Schulbezirk werden folgende Schulen angeboten:
- Monroe Elementary School in Monroe
- Morse Memorial Elementary School in Brooks
- Mount View Elementary in Thorndike
- Mount View Middle School in Thorndike
- Mount View High School in Thorndike
- Troy Elementary in Troy
- Unity School in Unity
- Walker Elementary in Liberty